# Gustaf Diedrich Taube von Odenkat
Gustaf Diedrich Graf Taube von Odenkat (schwedisch: Gustav Didrik Taube af Odenkat; * 11. März 1761 in Stockholm; † 5. Juli 1822 in Åsbergby, Schweden) war ein schwedischer Graf und Rittmeister. Er stammte aus dem deutsch-schwedisch-baltischen Adelsgeschlecht der „von Taube“.

## Werdegang
Gustaf Diedrich trat 1775 als Korporal in das berittene Leibregiment des schwedischen Königs ein. Ab 1778 war er Leibwächter (schwedisch: Livdrabant) am schwedischen Hof und nahm 1782 als Rittmeister seinen Abschied. Im Jahre 1801 wurde seinem Antrag, auf Weiterführung des Grafentitels, zugestimmt und er wurde in das  schwedische Ridderhuset introduktiert.

## Familie
Sein Vater war der schwedische Hofmarschall Arvid Gustaf Graf Taube von Odenkat (1729–1785). Gustaf Diedrich heiratete in 1. Ehe Sofia Magdalena Möller (1770–1796) und 1810 in 2. Ehe Anna Margareta von Strokirch (1786–1861) aus der letzteren Ehe gingen 2 Töchter und 3 Söhne hervor: 
- Gustaf Johann Graf Taube von Odenkat  (1796–1872), Hofmarschall und Statthalter[1], etwa Befehlshaber, des Stockholmer Schlosses.
- Henning Edvard Taube von Odenkat (1810–1881), Stellvertretender Landshövding (Regierungschef der Provinzialregierung), unverheiratet
- Sofia Eleonora Fredrika Taube von Odenkat (1811–1880), verheiratet mit dem Kammerherrn Samuel August Braunerhielm (1805–1884)
- Friedrich Wilhelm Taube von Odenkat (1813–1888), schwedischer Generalmajor
- Gustava Charlotta Taube von Odenkat (1815–1899)